# Krzysztof Strykier
Krzysztof Strykier (ur. 30 kwietnia 1942, zm. 2 czerwca 2024) – polski kierowca rajdowy i przedsiębiorca, 35. najbogatszy Polak na liście Wprost w 1993, przedstawiciel kilkunastu znanych firm światowych sektora rolno-spożywczego.
W latach 60. i 70. XX wieku startował w rajdach samochodowych.